# Бернаус-и-Серра, Агустин
Агустин Бернаус-и-Серра (исп. Agustín Bernaus y Serra), в миру Хосе Бернаус-и-Серра (исп. José Bernaus y Serra; 16 августа 1863, Артеса-де-Сегре, провинция Льейда, Каталония, Испания — 18 января 1930, Блуфилдс, регион Атлантико-Сур, Никарагуа) —  прелат Римско-католической церкви, член Ордена Братьев Меньших Капуцинов, 2-й апостольский викарий Гуама, 8-й титулярный епископ Милопотамоса и 1-й апостольский викарий Блуфилдса.

## Биография
Хосе Бернаус-и-Серра родился в городке Артеса-де-Сегре 16 августа 1863 года. В 1882 году в Эквадоре вступил в Орден братьев меньших капуцинов. В монашестве принял новое имя Августин. 6 апреля 1889 года был рукоположен в сан священника.
9 мая 1913 года римский папа Пий X номинировал его апостольским викарием Гуама и титулярным епископом Милопотамоса. 8 сентября того же года его хиротонию в епископа возглавил Хосеп Торрас-и-Бахес, епископ Вика, которому сослужил Франсиско де Поль-и-Баральт, епископ Героны. До этого Агустин Бернаус-и-Серра нёс послушания миссионера в Эквадоре, затем в Коста-Рике. В 1909 году его поставили настоятелем капуцинов в Коста-Рике.
Когда на Гуаме капуцинов из Каталонии сменили капуцины из Наварры, его назначили первым апостольским викарием Блуфилдса в Никарагуа. Викариат был основан 2 декабря 1913 года римским папой Пием X. Агустин Бернаус-и-Серра прибыл на место нового служения 19 мая 1915 года в сопровождении капуцинов из Каталонии.
Он управлял викариатом в течение пятнадцати лет. При нём большое внимание уделялось образованию местного населения. 2 августа 1921 года он сослужил на хиротонии Рафаэля Отона Кастро-и-Хименеса в архиепископа Сан-Хосе, столицы Коста-Рики. Агустин Бернаус-и-Серра умер в Блуфилдсе 18 января 1930 года. Его похоронили на местном городском кладбище.